# Бэйли, Кеннет Диллон
Кеннет Диллон Бэйли (англ. Kenneth Dillon Bailey; 21 октября 1910 года, Пони, Оклахома, США — 26 сентября 1942 года, река Матаникау, Гуадалканал, Соломоновы Острова) — американский офицер, майор Корпуса морской пехоты США, посмертно награждён медалью Почёта за героизм во время битвы за Гуадалканал. Также был награждён Серебряной звездой за высадку на Тулаги и Пурпурным сердцем.

## Биография
Кеннет Диллон Бэйли 21 октября 1910 года родился в Пони, штат Оклахома. Позже вместе с родителями переехал в Данвилл, штат Иллинойс. Три года прослужил в 130-м пехотном полку Армии Национальной гвардии Иллинойса. В 1935 году окончил Иллинойсский университет, был активным членом Национального общества винтовок Першинга, позже занимал должность заместителя командира. 1 июля 1935 года получил звание второго лейтенанта морской пехоты, после чего был командирован в казармы морской пехоты в Филадельфии, штат Пенсильвания, где прошёл курс обучения в базовой школе.
Присоединившись к 5-му полку морской пехоты на базе морской пехоты Квантико, штат Виргиния, он участвовал в маневрах в Сан-Диего, штат Калифорния, и на Карибах. В июне 1938 года он присоединился к отряду морской пехоты линкора USS Pennsylvania (BB-38) в качестве офицера отряда и батареи. 19 января 1939 года был произведён в первые лейтенанты. Короткая служба в Квантико в качестве офицера стрелкового отряда предшествовала его назначению помощником офицера по обучению в рекрутском депо морской пехоты Пэррис-Алйенд в Южной Каролины. В декабре 1940 года Бэйли был отправлен в Гуантанамо на Кубе, где он присоединился к 1-й бригаде морской пехоты, позже — к 7-му полку морской пехоты, а затем к 1-му полку, который вернулся в Пэррис-Алйенд вскоре после назначения Бэйли. В марте 1941 года ему было присвоено звание капитана.
В июне он вернулся в 5-й полк в качестве командира роты. В феврале 1942 года его подразделение было переименовано в 1-й рейдерский батальон морской пехоты. В апреле он было направлен на вербовочный пункт Корпуса морской пехоты в Сан-Диего и 30 числа достигло Тутуилы, Американское Самоа. 8 мая Бэйли был повышен до майора. Во время высадки на Тулаги в начале Гуадалканальской кампании 7 августа Бэйли возглавил успешную атаку на японское пулеметное гнездо. Несмотря на серьёзное ранение, он руководил действиями своей роты до тех пор, пока не был насильно эвакуирован. За «выдающуюся храбрость и бесстрашие» он был награжден Серебряной звездой.
Позже Бэйли передислоцировался со своим подразделением на Гуадалканал. В качестве командира роты C он руководил обороной при отражении японской атаки, которая прорвала американские позиции во время битвы за хребет Эдсона с 12 по 14 сентября. Несмотря на тяжёлое ранение головы, он руководил своими подчинёнными на протяжении более десяти часов ожесточённого рукопашного боя. «Его великая личная доблесть, проявленная под постоянным и беспощадным огнем противника, а также его неукротимый боевой дух вдохновили его войска на высоту героических усилий, которые позволили им дать отпор врагу и удержать Хендерсон-Филд».
Майор Бэйли погиб в бою 26 сентября 1942 года, когда возглавлял своих людей в атаке на японцев у реки Матаникау. Он был похоронен на Гуадалканале, но его останки были перезахоронены на кладбище Спринг-Хилл в Данвилле в июне 1948 года. За свои действия на Гуадалканале был посмертно награжден медалью Почёта. В честь майора были названы два судна: эскортный миноносец типа «Джон Батлер» USS Kenneth D. Bailey (DE-552), чьё строительство было отменено в 1944 году, и эскадренный миноносец типа «Гиринг» USS Kenneth D. Bailey (DD-713), спущенный на воду в 1945 году и утилизированный в 1975 году.